# Cuvée des Trolls
Pour les articles homonymes, voir Troll (homonymie).
La Cuvée des Trolls est une bière brassée par la Brasserie Dubuisson à Pipaix en Belgique et auparavant dans les micro-brasseries Brasse-Temps de Louvain-la-Neuve et de Mons. Son logo est un petit troll au nez pointu coiffé d'un cône de houblon.

## Caractéristiques
Il s'agit d'une bière blonde fruitée, filtrée ou non filtrée, fraîche et parfumée aux fruits jaunes et blancs, particulièrement ronde et bien équilibrée, et titrant 7 % de volume alcool. 
Elle est brassée à partir de moût sucré auquel on rajoute du houblon et des écorces d'orange séchées. Il s'agit d'une fermentation haute (température de fermentation 23 °C pendant une semaine). La bière brassée par les Brasse-Temps n'est pas filtrée et juste décantée : il reste donc un peu de levure qui est servie au consommateur. Il est conseillé de la servir à 3 °C. 
Elle est conditionnée en bouteille, en canette, ainsi qu'en fût. Au dos de l'étiquette des bouteilles se trouvent des gages que les consommateurs sont invités à réaliser. 

## Histoire
La Cuvée des Trolls a été brassée à partir de septembre 2000 dans la micro-brasserie Brasse-Temps créée par la Brasserie Dubuisson à Louvain-la-Neuve. 
Une fois la bière créée, il fallait penser au concept. "Au début des années 2000, la fantasy était en vogue avec des films comme 'Le Seigneur des Anneaux' et autres. Nous avons eu l'idée de développer un produit inspiré de cet univers, et les trolls nous sont venus à l'esprit." Ainsi est née la Cuvée des Trolls, avec le petit troll rieur qui orne chaque verre et chaque bouteille.
Le succès fut rapidement atteint dans cette ville étudiante (une des raisons du choix de l'implantation) et la Brasserie Dubuisson lança la Cuvée en Région wallonne puis en Région bruxelloise et rapidement en Région flamande ainsi qu'à l'étranger. Un deuxième Brasse-Temps fut créé à Mons en 2003 et en 2005 la production atteignit les 5000 hectolitres.
EN 2018, la petite soeur de la Cuvée des Trolls, la Rasta Trolls arriva : une base de Cuvée des Trolls avec des arômes de pomme verte et de rhum brun.

## Autres bières des mêmes brasseurs

### Dubuisson
- La Bush et variantes

### Brasse-Temps
- La Brasse-Temps des Cerises 5 % (Mons)
- L'Ambrasse-Temps 5,5 % (Mons)
- La Blanche de Ste Waudru 4,5 % (Mons)
- La Brasse-Temps citron 3,5 % (Mons)